# Грушковка (Каменский район)
Гру́шковка (укр. Грушківка) — село в Каменском районе Черкасской области Украины.
Население по переписи 2001 года составляло 1222 человека. Почтовый индекс — 20810. Телефонный код — 4732.
В селе родился Герой Советского Союза Александр Конякин.

## Местный совет
20810, Черкасская обл., Каменский р-н, с. Грушковка, ул. Ленина, 58